# Dorfkirche Worin

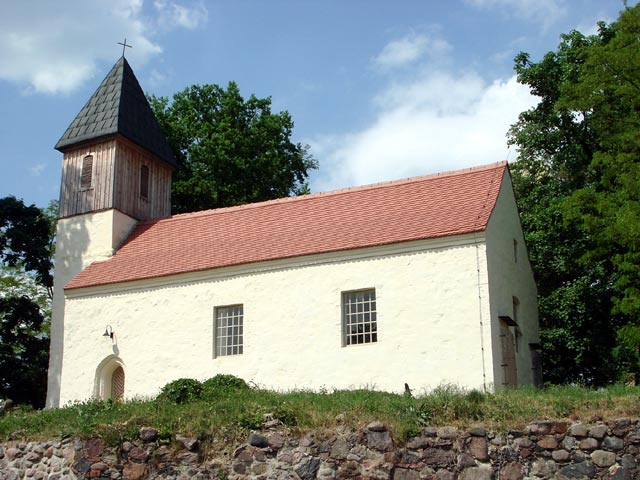
Dorfkirche Worin

Die evangelische Dorfkirche Worin ist eine Feldsteinkirche aus dem 15. Jahrhundert in Worin, einem Ortsteil der Gemeinde Vierlinden im Landkreis Märkisch-Oderland im Land Brandenburg. Die Kirchengemeinde gehört zum Kirchenkreis Oderland-Spree der Evangelischen Kirche Berlin-Brandenburg-schlesische Oberlausitz.

## Lage
Die Straße des Friedens führt von Nordosten kommend bogenförmig in Richtung Westen und dort in südöstlicher Richtung aus dem Ort. Am südwestlichen Ende des Dorfangers zweigt die Alte Straße dreiecksförmig von der Straße des Friedens ab. Sie spannt so eine Fläche auf, auf der die Kirche im südöstlichen Bereich auf einem Grundstück steht, das mit einer Mauer aus unbehauenen und nicht lagig geschichteten Feldsteinen eingefriedet ist.

## Geschichte
Das Bauwerk entstand im 15. Jahrhundert und wurde im 18. Jahrhundert „barock“ überformt. Das Kirchenpatronat lag zu dieser Zeit bei der Familie Hohendorff.

## Baubeschreibung

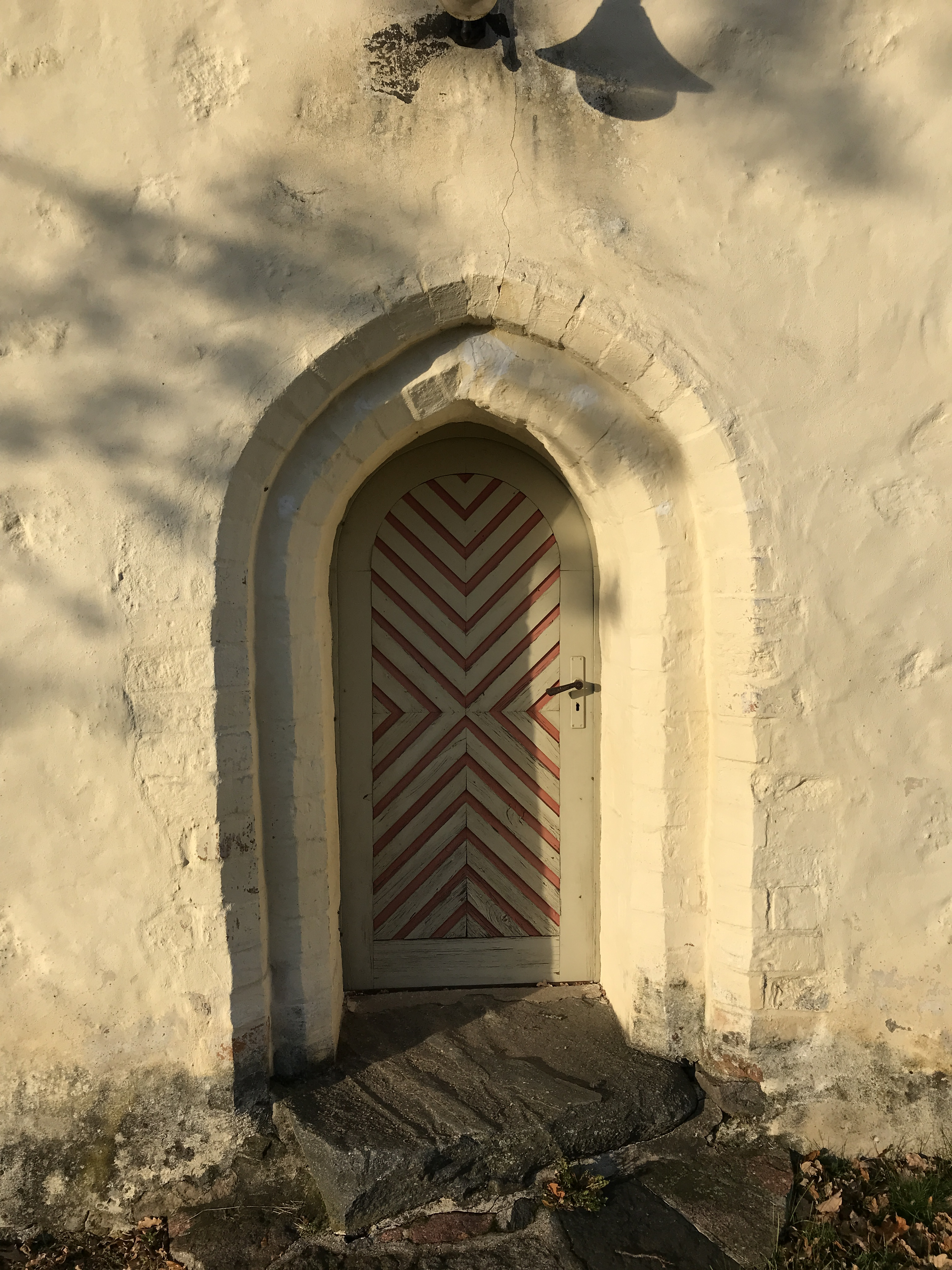
Südportal

Das Bauwerk entstand im Wesentlichen aus Mischmauerwerk bestehend aus Feldsteinen und Mauerwerk, die anschließend mit einem groben Putz versehen wurden. Der Chor ist gerade und nicht eingezogen. An seiner Ostwand ist ein gedrückt-segmentbogenförmiges Fenster, dessen Gewände mit verputzten Mauersteinen eingefasst ist. Links und rechts steht auf einem Sockel je ein Epitaph. Im ebenfalls verputzten Giebel ist leicht ausmittig nach Norden hin ein kleines, hochrechteckiges Fenster.
Das Kirchenschiff hat einen rechteckigen Grundriss. An seiner Nordseite ist im östlichen Bereich ein großes, hochrechteckiges Fenster. Leicht ausmittig nach Westen versetzt ist ein weiteres, deutlich kleineres und gedrückt-segmentbogenförmiges Fenster, gefolgt von einem weiteren Epitaph. An der Südseite sind zwei große und ebenfalls hochrechteckige Fenster. Das Schiff trägt ein schlichtes Satteldach.
Im Westen schließt sich der Kirchturm an. Er nimmt im unteren Bereich die volle Seite des Schiffs auf. An der Westseite ist eine schlichte, gedrückt-segmentbogenförmige Pforte, ebenso an der Nordseite. An der Südseite ist ein zweifach profiliertes, spitzbogenförmiges Portal, das aus der Bauzeit stammen dürfte. Im mittleren Geschoss verjüngt sich der Turm zu einem rechteckigen Aufsatz, auf den wiederum ein hölzernes Glockengeschoss aufgesetzt wurde. Dort ist an jeder Seite eine rundbogenförmige Klangarkade. Der Turm schließt mit einem Pyramidendach und Kreuz ab.

## Ausstattung

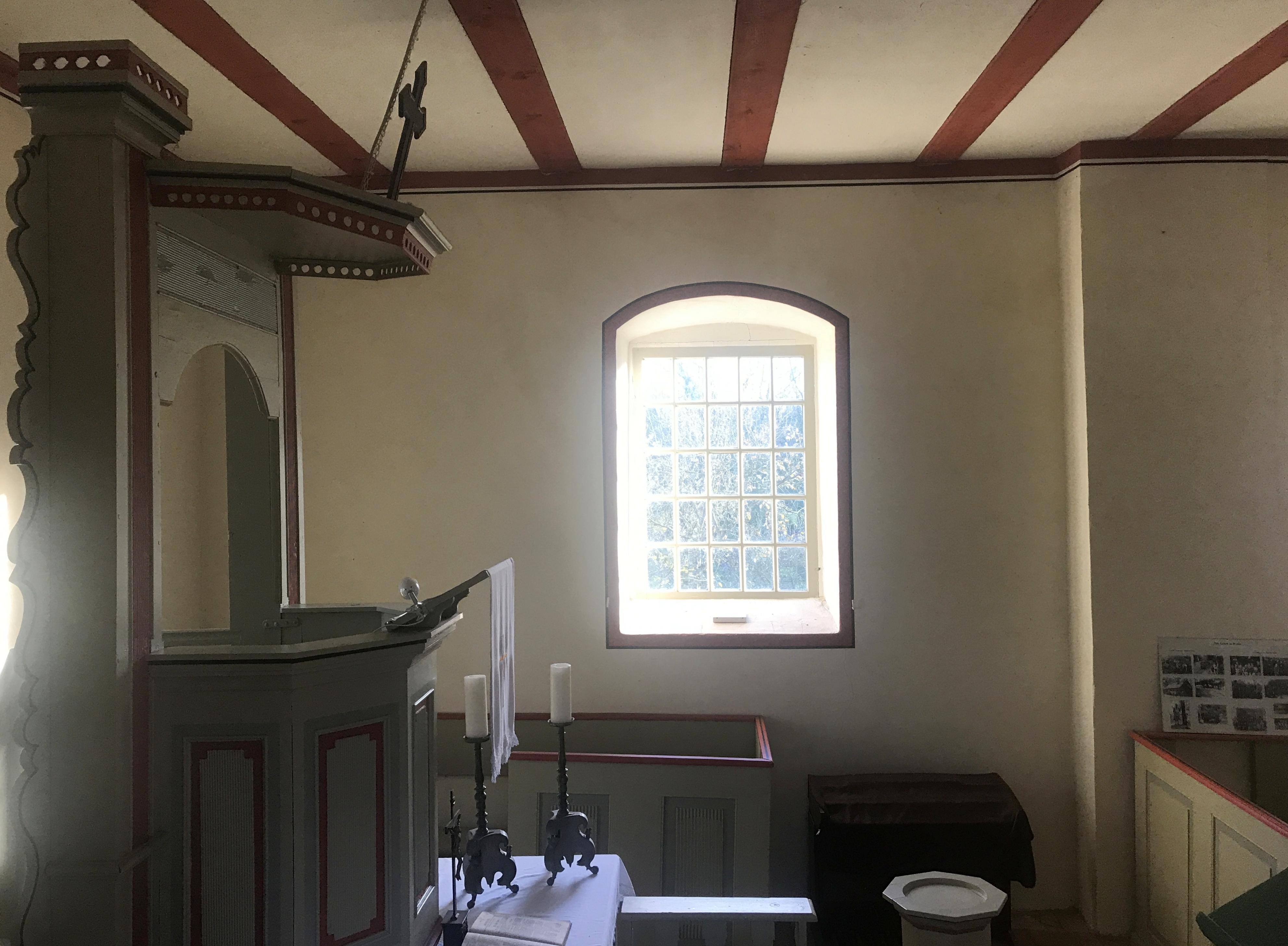
Blick ins Kirchenschiff

Der Kanzelaltar stammt wie auch das Gestühl aus der Mitte des 19. Jahrhunderts und wird im Dehio-Handbuch als „schlicht“ bezeichnet. Zur weiteren Kirchenausstattung gehört ein Zinnleuchter aus dem Jahr 1993 sowie eine Bronzeglocke aus dem 16. Jahrhundert. An der nördlichen Außenwand sowie an der Ostwand des Chors stehen Epitaphe aus dem Ende des 17. sowie dem ersten Drittel des 18. Jahrhunderts, die an Mitglieder der Familie Hohendorff erinnern.